# Maladjusted
Maladjusted, -en español, Inadaptado- es el sexto álbum de estudio del cantante inglés Morrissey, lanzado el 11 de agosto de 1997 en Reino Unido por Island Records y el 12 de agosto en Estados Unidos por Mercury Records.
Promovido como un retorno a las raíces musicales de Morrissey, el álbum recibió un rango de críticas mixtas y negativas, siendo considerado por la prensa musical como un trabajo inconsistente y poco inventivo, y resultó ser un fracaso comercial, entrando en el puesto n.º 8 del UK Albums Chart, recibiendo algunas de las ventas más bajas de la carrera de Morrissey. 
Actualmente la reputación del álbum ha crecido entre los seguidores del catálogo de Morrissey, y está considerado como uno de los trabajos más infravalorados del cantante. En 2009, se lanzó una edición remasterizada del álbum en Polydor Records.

## Contexto
Previamente a los orígenes de Maladjusted, el último disco de Morrissey a la fecha, Southpaw Grammar, marcó el inicio de un backlash contra el artista que se acrecentaría en los siguientes 2 años. El álbum, un éxito inicial en ventas, generó una recepción ampliamente polarizada tanto en la prensa musical como en el público, dada la naturaleza progresiva y experimental del disco. En medio de toda la confusión, las ventas a largo plazo de Southpaw Grammar resultaron débiles y los sencillos extraídos del álbum tuvieron poca repercursión.
A inicios de 1996, un vacilante Morrissey salió de su contrato discográfico con RCA, tras el cierre del ciclo de promoción de su disco anterior. Durante el año, Morrissey intentó mudarse a Los Ángeles, viviendo allá por dos semanas antes de volver a Reino Unido. Sin embargo, el hecho que más lo marcaría por el año sería la batalla legal contra su excompañero en The Smiths, el baterista Mike Joyce, por una disputa de regalías.
Joyce, quién emprendió acciones legales contra Morrissey y el guitarrista Johnny Marr en 1989, finalmente llevó el caso al Alto Tribunal de Justicia en diciembre de 1996, exigiendo un 25% de las regalías en materia de grabación y presentaciones. Originalmente se acordó que Morrissey y Marr recibirían un 40% de las ganancias de la banda por composición, grabación y presentación, mientras Joyce y el bajista Andy Rourke recibirían un 10%. Joyce alegó que no sería hasta después de la separación de The Smiths que se dio cuenta del pago que recibía y declaró que era injusto. Morrissey desestimó a Joyce y Rourke en la corte, diciendo que eran "meros músicos de sesión tan rápidamente reemplazables como las partes de una podadora de césped", y demandó que ambos músicos estuvieron de acuerdo con el reparto, algo que Joyce denegó. Finalmente el 11 de diciembre, la corte falló a favor de Joyce, decretando que se le pagara un millón de libras y que recibiera un 25% en regalías. El juez que llevó a cabo los procedimientos descalificó a Morrissey de "taimado, truculento y desconfiable". El caso tuvo una notoria, si bien no fuerte repercusión en la temática de Maladjusted y el retrato de Morrissey como un personaje incomprendido.

## Composición
Durante la mayor parte de la década de los años 90, especialmente después de Kill Uncle, los siguientes discos de Morrissey lo vieron expandir su paleta sonora considerablemente. Esta vez, para la grabación de Maladjusted se decidió realizar un disco sonoramente diverso, pero basado en torno al indie rock que caracterizó a sus primeros álbumes.

## Lista de canciones
| N.º   | Título                                                                    | Escritor(es)     | Duración |  |
| 1.    | «Maladjusted»                                                             | Morrissey/Boorer | 4:42     |  |
| 2.    | «Alma Matters»                                                            | Morrissey/Whyte  | 4:48     |  |
| 3.    | «Ambitious Outsiders»                                                     | Morrissey/Whyte  | 3:56     |  |
| 4.    | «Trouble Loves Me»                                                        | Morrissey/Whyte  | 4:40     |  |
| 5.    | «Papa Jack»                                                               | Morrissey/Whyte  | 4:33     |  |
| 6.    | «Ammunition»                                                              | Morrissey/Boorer | 3:38     |  |
| 7.    | «Wide to Receive»                                                         | Morrissey/Cobrin | 3:53     |  |
| 8.    | «Roy's Keen»                                                              | Morrissey/Whyte  | 3:36     |  |
| 9.    | «He Cried»                                                                | Morrissey/Whyte  | 3:21     |  |
| 10.   | «Sorrow Will Come In the End» (Canción no incluida en la versión Inglesa) | Morrissey/Boorer | 2:51     |  |
| 11.   | «Satan Rejected My Soul»                                                  | Morrissey/Boorer | 2:56     |  |
| 43:00 |                                                                           |                  |          |  |

- Datos: Q2544931